# منطق تكييفي
المنطق التكييفي يشير إلى إستراتيجية لحل المشكلات تتبنى التفكير للتعامل مع مشكلة أثناء تغيرها وتطورها.

## بعض التعريفات
يمكن أن يشير المنطق التكييفي كذلك إلى تكييف إستراتيجيات حل مشكلات عمليات التفكير، الإطار المفاهيمي، استجابةً للطبيعة المتغيرة للمشكلة التي يتم البت فيها وتوقعًا لها.
- «يشير المنطق التكييفي إلى القدرة على التفكير بشكل منطقي حول العلاقات بين المفاهيم والمواقف وتبرير وإثبات صحة الإجراء الرياضي أو التأكيد بشكل مطلق. كما يشتمل المنطق التكييفي كذلك على المنطق المنطوي على نمط أو تشابه أو استعارة». (Kilpatrick, p. 170)[1]
- "Capacity for logical thought, reflection, explanation and justification." (Donovan and Bransford, p. 218)[2]
- «قدرة الوكيل على تكييف سلوكياته بشكل ذكي، سواء على المدى القصير أو المدى البعيد استجابة للاحتياجات المتغيرة لموقف حل المشكلات الذي يتواجد فيه» (Turner, p. 4)[3]